# Ceintrey
Ceintrey – miejscowość i gmina we Francji, w regionie Grand Est, w departamencie Meurthe i Mozela.
Według danych na rok 1990 gminę zamieszkiwało 698 osób, a gęstość zaludnienia wynosiła 63 osób/km² (wśród 2335 gmin Lotaryngii Ceintrey plasuje się na 484. miejscu pod względem liczby ludności, natomiast pod względem powierzchni na miejscu 529.).

## Populacja

Populacja Ceintrey w latach 1962–2008